# ملا دو پیازه
ملا دوپیازه (۱۵۲۷–۱۶۲۰) مشاور و وزیر اکبر، پادشاه گورکانیان، بود. ملا دو پیازه یک شخصیت اهل شوخی و مزاح بود و رقیب بیربال به‌شمار می‌رفت. اگرچه این داستان‌های عامیانه از اواخر سلطنت اکبر (۱۵۵۶–۱۶۰۵) سرچشمه گرفت، ملا دو پیازه خیلی دیرتر ظاهر شد. اکثر محققان شخصیتش را کاملاً تخیلی می‌دانند. محققین او را فرزند فرمانده وفادار گورکانیان بیرم خان می‌دانند که در راه رفتن به حج توسط ادهم خان پسر ماهم آنگا کشته شد. ملا بعداً توسط اکبر در دربار پذیرفته شد و حتی به او صدارت دادند.

## زمینه
در داستان‌های عامیانه، ملا دو پیازه به عنوان همتای مسلمان بیربال و به عنوان طرفدار اسلام سنتی به تصویر کشیده شده‌است. بیشتر اوقات در مباحثات از بیربال و اکبر برتری می‌یابد، اما داستان‌های دیگری نیز وجود دارد که او را با چهره‌ای منفی به تصویر می‌کشند.
هیچ گزارشی از دوران گورکانی به شخصی به نام ملا دو پیازه اشاره نکرده و جزوه‌هایی دربارهٔ زندگی و شوخی‌های او تنها در اواخر قرن نوزدهم منتشر شدند. یکی از محققین امروزی به نام حافظ محمود شیرانی بیان می‌کند که ملا دو پیازه شخصیتی تاریخی بود که نام اصلی او عبدالمومن بود و در هند به دنیا آمد و در سال ۱۵۸۲ به ایران رفت، پس از ۳۶ سال بازگشت و در سال ۱۶۲۰ میلادی درگذشت و در مادیا پرادش به خاک سپرده شد. دست‌نوشته‌هایی که از او یاد می‌کنند به نویسنده‌ای برمی‌گردند که در سال ۱۵۳۲ درگذشت؛ سال‌ها قبل از تولد اکبر. به گفته سی ام نعیم، شخصیت مذکورِ شیرانی تخیلی و مبتنی بر فولکلور ایرانی است که با اکبر ارتباطی ندارد.